# Dajr Ful
Dajr Ful (arab. دير فول) – miejscowość w Syrii, w muhafazie Hims. W 2004 roku liczyła 1614 mieszkańców.